# Abd al-Qoddus
Abd al-Qoddus ibn Sultan Muhammad ibn Sultan Payanda Muhammadzay Sardar (1840-1928), anomenat Sagasi, fou un polític i militar afganès del segle xix i començament del XX. Era nebot de Dust Muhammad Khan.
De jove va estar associat a Abd al-Rahman ibn Muhammad Afzal ibn Dust Muhammad i abans de 1869 fou governador de Tashkurgan mentre Abd al-Rahman governava el Turquestan Afganès. Després va seguir al seu amic al seu exili a Rússia (1869-1880). Quan Abd al-Rahman va pujar al tron com emir fou nomenat vicegovernador del Turquestan Afganès sota les ordes del príncep Muhammad Ishak ibn Muhammad Azam.
El 1881 va esclatar la guerra entre l'emir i Muhammad Ayyub, fill de l'anterior emir Shir Ali Khan, per la possessió de Kandahar; Abd al-Qoddus i Muhammad Ishak foren enviats a conquerir Herat, capital del rebel; absent aquest els seus homes van entregar la ciutat a Abd al-Qoddus (octubre de 1881) i en va romandre governador fins al 28 de setembre de 1882, en què fou destituït per mala administració. Fou cridat a Kabul i posat sota arrest domiciliari fins al 23 de juny de 1887 quan fou rehabilitat i nomenat director d'una institució de caritat del govern (el sanduq-e adalat) càrrec que va conservar fins a l'estiu de 1890 quan fou enviat al front d'un exèrcit contra el Hazaradjat que de fet romania independent; el 1890 era a Bamian on va establir la seva base i en el curs dels treballs de construcció d'aquesta es van fer nombroses troballes arqueològiques.
La guerra amb els hazares fou llarga i difícil; les seves mesures repressives allunyaven a la població fins i tot les persones més favorables al govern de Kabul; les viles ocupades eren tractades com a territori enemic amb tota mena d'abusos. El mateix Abd al-Qoddus va irritar al poble agafant com a concubina a una dona hazara a la capital Uruzkan; al cap d'un any d'estar en aquesta ciutat fou cridat a Kabul (octubre de 1892). Se li va donar un càrrec menor (īšīk āqāsī = camarlenc de la cort) que va exercir durant uns deu anys. A la mort de l'emir, el seu fill Ḥabibullah Khan, el va cridar com a conseller.
En les negociacions amb els britànics de 1905 (Habibullah i Louis W. Dane) els consells d'Abd al-Qoddus foren decisius per obtenir un bon acord. Va defensar la neutralitat del país a la I Guerra Mundial i va adoptar posicions nacionalistes.
El 1919, després de l'assassinat de l'emir Ḥabibullah Khan, fou nomenat primer ministre (ṣadr-e aʿẓam) pel seu successor Amanullah Khan. A la guerra contra els britànics aquell mateix any va dirigir les forces afganeses a Kandahar. El 1924, ja vell, va participar en la repressió de la revolta Mangal a Khost.
Va morir el 18 de març de 1928. Havia rebut el títol d'Ithimad al-dawla que fou adoptat pels seus descendents